# Canistro
Canistro è un comune italiano di 934 abitanti della provincia dell'Aquila, in Abruzzo.

## Geografia fisica

### Territorio
Canistro, situato nella valle Roveto alle pendici della catena montuosa dei Simbruini, confina a nord con Pescocanale e Capistrello, a est con il comune di Luco dei Marsi, a sud con Civitella Roveto e a ovest con il centro montano di Filettino da cui risulta separato dalle cime dei monti Simbruini e dal territorio dell'omonimo parco naturale. 
A fondovalle il territorio comunale è attraversato dal fiume Liri.
Il municipio si trova a Canistro Inferiore (detto anche Canistro Santa Croce) a circa 560 m s.l.m. dove è stato trasferito in seguito al terremoto della Marsica del 1915. Nel territorio comunale si trovano la località abitata di Cotardo a circa 700 m s.l.m. e il paese originario di Canistro Superiore, frazione situata a circa 818 m s.l.m.

## Origini del nome
L'etimologia del nome è incerta. L'ipotesi più accreditata lega il toponimo al termine "canistri", contrazione dialettale della parola "canestri", ovvero i cesti in vimini che venivano realizzati in questo luogo ed esportati. Stando a una leggenda popolare il nome sarebbe legato alla presenza di un canile sul colle dove venne edificato il paese originario.

## Storia

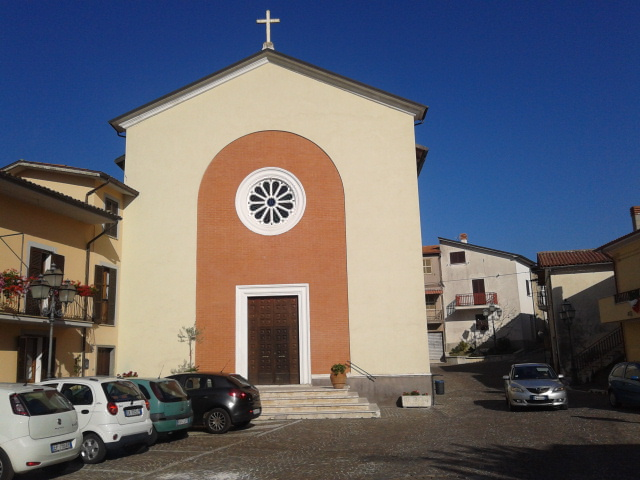
Chiesa di San Giovanni a Canistro Superiore

Abitato dai tempi degli insediamenti italici nella valle Roveto, Canistro conserva una complessa stratificazione archeologica nei due suoi abitati principali: Canistro Superiore e Canistro Inferiore. Quest'ultima località, riconducibile al pagus di epoca romana di Santa Croce (o Santacroce), risultò inclusa nell'ager di Antinum e soggetta alla magistratura della città marsa. Nel Medioevo il paese di Canistro Superiore, probabilmente risalente all'XI secolo, era noto con il nome di Castro Canistri; il paese è citato per la prima volta nel Catalogus baronum, fatto redigere nel XII secolo dal re normanno Guglielmo il Buono. Ruggero de Ollia (Rogerio de Albe) acquisendo il titolo di conte di Albe detenne fino all'anno 1168 il controllo dell'incastellamento, denominato Capranicum, situato in questo territorio.
La chiesa scomparsa di San Vito, menzionata anche dallo storico Muzio Febonio nella Historiae Marsorum, risaliva alla prima metà del XII secolo. Il centro fino al 1860 seguì le vicissitudini storiche del territorio rovetano e marsicano. Dopo aver subito le invasioni barbariche, nel periodo medievale fu incluso tra i feudi della contea albense e del ducato di Tagliacozzo appartenuti ai conti dei Marsi, agli Orsini e ai Colonna fino al 1806, anno dell'abolizione del feudalesimo.
Canistro ha fatto parte del comune di Civitella Roveto da cui fu reso autonomo con decreto dell'8 ottobre 1851.
La comunità locale fu al centro delle vicende storiche legate al brigantaggio pre e postunitario in particolare tra il 1860 e il 1870.
Il centro rovetano pagò un triste tributo al fenomeno migratorio: erano provenienti dalla cittadina alcuni dei lavoratori rimasti vittime del più grave disastro minerario della storia degli Stati Uniti, avvenuto il 6 dicembre 1907 a Monongah, nella Virginia Occidentale.
Gravemente danneggiato dal terremoto della Marsica del 1915 che qui causò 80 vittime di cui 64 perirono nella chiesa parrocchiale, il paese venne ricostruito delocalizzando parzialmente le abitazioni nel nuovo abitato di Canistro Inferiore a Casali di Santa Croce, località posta nelle vicinanze della strada nazionale n. 82 che tornò a popolarsi ospitando, non senza resistenze, anche la nuova sede municipale.

## Monumenti e luoghi d'interesse

### Architetture religiose

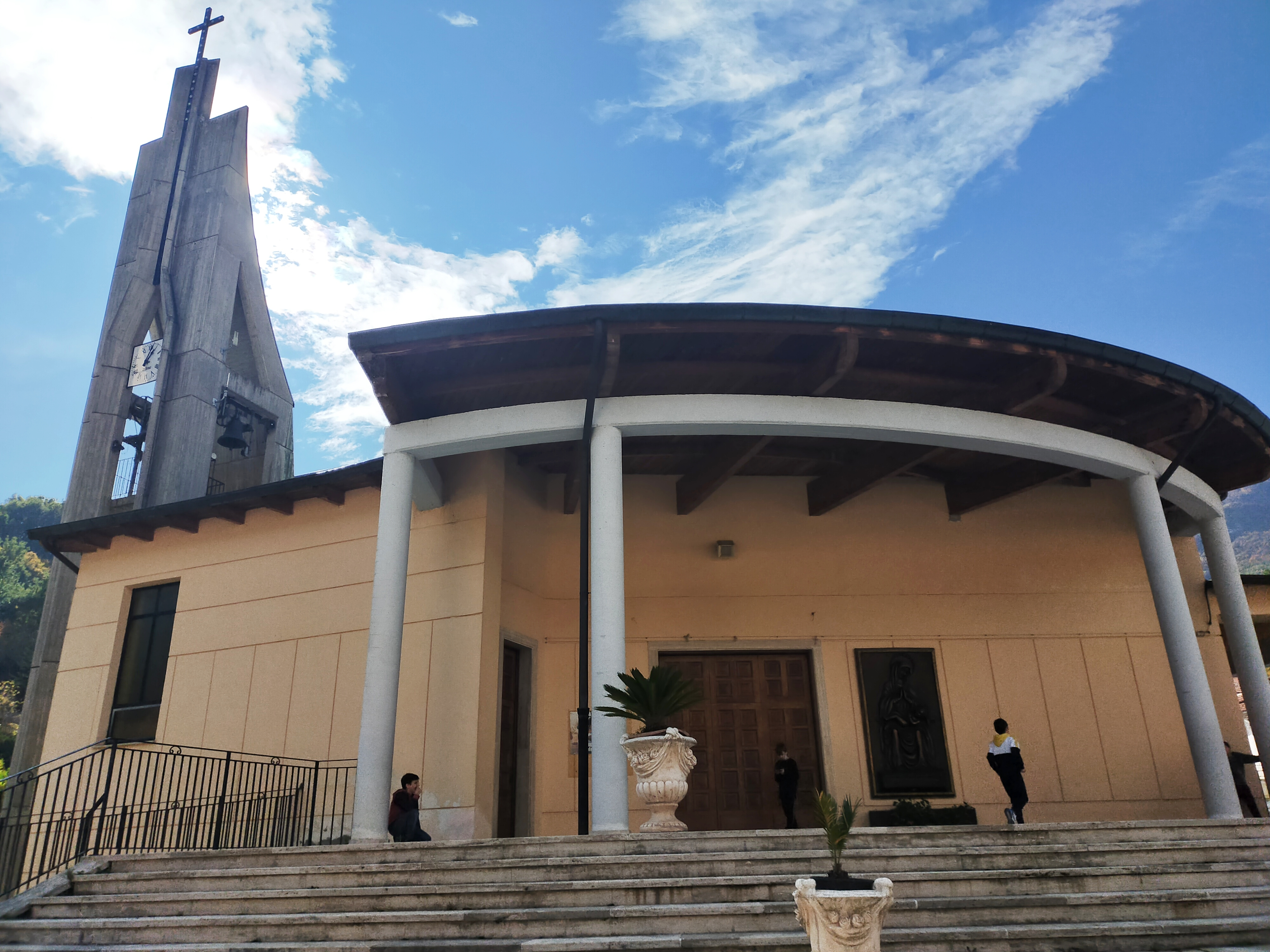
Chiesa nuova della Madonna della Fonticella

- Chiesa di San Giovanni Battista a Canistro Superiore. Edificio di culto in stile romanico, è il più antico del comune.
- Eremo di Santa Maria della Fonticella a Canistro Superiore. L'affresco della Madonna col Bambino è del XV secolo.
- Chiesa nuova della Madonna della Fonticella a Canistro Inferiore.
- Chiesa di San Sebastiano (XVIII secolo) in stile rinascimentale e barocco. L'edificio religioso, noto anche come chiesa di San Bastiano, è chiuso al culto.

### Architetture civili

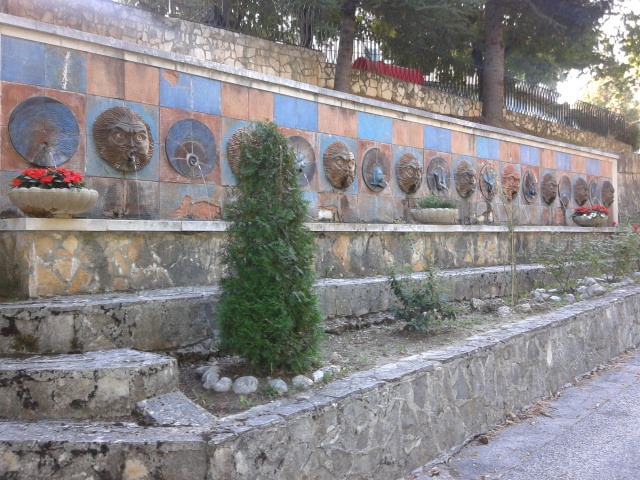
Fontanile con mascheroni e sculture a Canistro Superiore

- Palazzo Vecchiarelli (noto anche come palazzo Vecchiarelli-Mancini) edificato nel XVII secolo[17].
- Mulino ad acqua[17].

### Monumenti
- Monumento commemorativo in ricordo delle vittime della tragedia mineraria di Monongah si trova a Canistro Superiore e venne inaugurato alla fine del 2007 in occasione del centenario del disastro[18].
- Monumento ai caduti di tutte le guerre, realizzato da Nino Simone fu inaugurato nel 1999. È situato accanto alla chiesa nuova della Madonna della Fonticella[19].
- Monumento ai martiri di Fiesole di piazza Monti Simbruini.
- Statue dedicate agli orsi bruni marsicani Amarena e i suoi cuccioli[20].
- Fontana Vecchiarelli, realizzata nel 1888 ad opera del sindaco Pietrangelo Vecchiarelli.
- Fontane del giardino della castagna e della stazione.
- Fontanili e abbeveratoi di Canistro Superiore.

### Siti archeologici

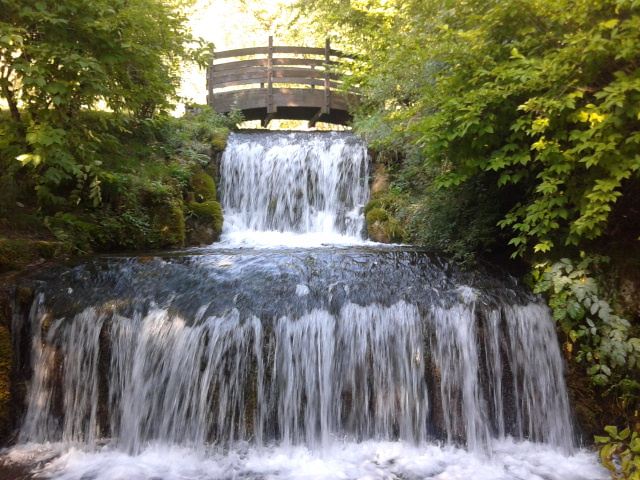
Scorcio fotografico del parco naturale Sponga

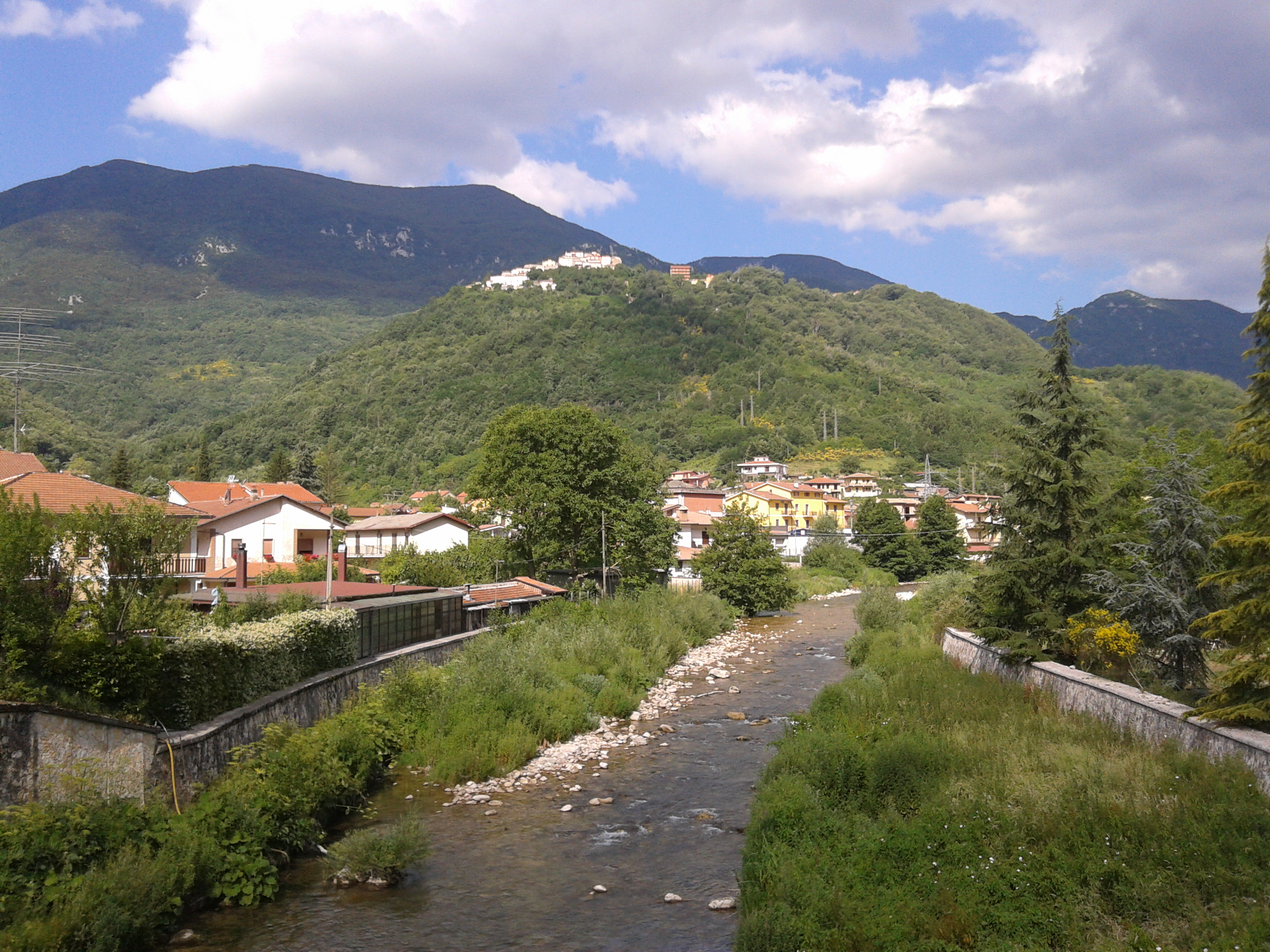
Fiume Liri a Canistro Inferiore

Nel 2014 l'amministrazione comunale del paese rovetano ha dato il via ad una campagna di scavi archeologici che ha riportato alla luce alcuni resti del nucleo medievale originario risalente con ogni probabilità all'XI secolo. Le tracce della chiesa scomparsa di San Vito, in località San Vito Vecchio, sono databili tra il X e l'XI secolo.

### Aree naturali
Parco SpongaSituato a circa 800 m s.l.m., è immerso nel verde della catena montuosa Simbruina. Si caratterizza per le cascate naturali e due laghetti. Le acque delle sorgenti scorrono lungo le rocce fino a confluire sul fiume Liri, corso d'acqua che attraversa il fondovalle rovetano.
Parco delle Cinque FontiVasta area verde attrezzata di Canistro inaugurata nel 2024. La rete dei sentieri da percorrere a piedi o in bicicletta collega il territorio montano di Canistro con il monte Viglio, il monte Viperella, passo Serra Sant'Antonio, Pescocanale e l'emissario di Claudio presso Capistrello, attraverso le sorgenti e le fonti di San Vito, Fiuggino (Santa Croce a Colle Cotardo), Cipollone, Sant'Antonio-Sponga, Frattaturo e i rifugi di Colle Arcaro e Gli Stazzi.
Le termeLe acque sgorgano dalla fonte Santa Croce ad un'altitudine di circa 800 m s.l.m. In antichità la sorgente era nota come fonte del Cotardo o del Fiuggino. Elementi come magnesio e calcio sono presenti nella composizione dell'acqua della sorgente termale.

## Società

### Evoluzione demografica
Abitanti censiti

### Tradizioni e folclore

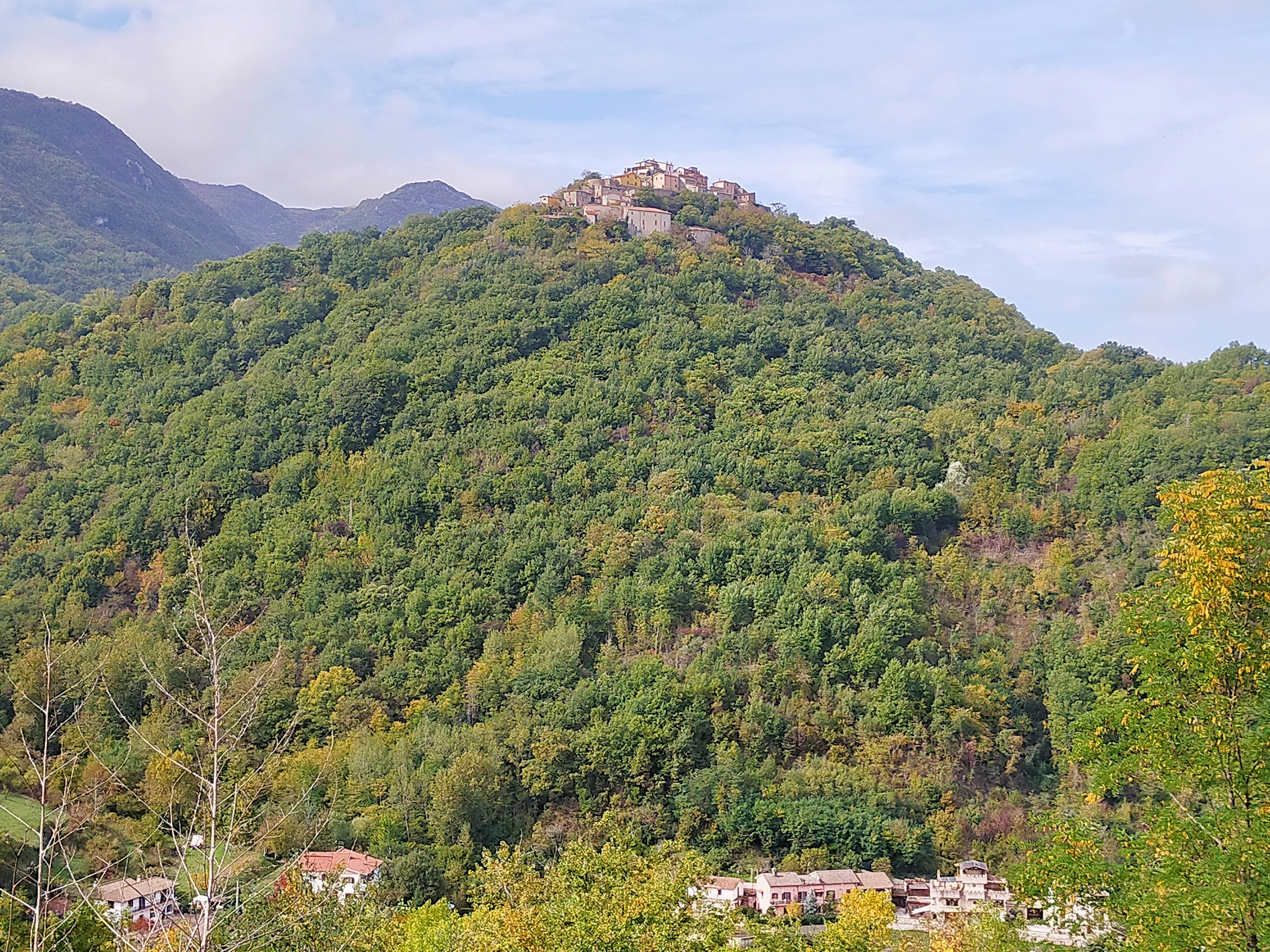
Veduta di Canistro Superiore

- Prima domenica di luglio: festa della Madonna della Fonticella a Canistro Superiore[26].
- Il 12 e 13 agosto a Canistro Superiore e il 18 e 19 agosto a Canistro Inferiore si svolgono le feste patronali di san Giovanni[27].
- "Sapori d'autunno" a Canistro Superiore e la sagra della castagna a Canistro Inferiore sono manifestazioni enogastronomiche che si svolgono nel mese di ottobre. Alcuni prodotti tipici del territorio come la castagna Roscetta della valle Roveto e l'oliva rovetana vengono presentate nei cosiddetti "canistri", i cesti in vimini realizzati dai maestri cestai[28][29].

### Istituzioni, enti e associazioni
A Canistro è presente la divisione clinica INI (acronimo di Istituto Neurotraumatologico Italiano) su un'area di oltre 70000 m². La struttura sanitaria venne inaugurata come clinica chirurgica nei primi anni ottanta.

## Economia

### Artigianato e commercio
Tra le attività economiche più tradizionali, diffuse e rinomate vi sono quelle artigianali, come la produzione di canestri dovuta alla maestria degli intrecciatori locali. A Canistro sono presenti le terme e i castagneti dove viene coltivata la castagna Roscetta della valle Roveto. Il paese rovetano è noto per la produzione dell'acqua oligominerale Santa Croce che sgorga dalle fonti Santa Croce e Sponga a circa 800 m s.l.m. sul colle Cotardo, lungo la catena montuosa dei Simbruini.

## Geografia antropica

### Frazioni e località
Oltre alla frazione di Canistro Superiore ci sono diverse località come Acquafrattura, Cervastoni, Ciocca, Colle Arcaro, Colle Capistrello, Colle Capranica, Colle Corvara, Colle Croce, Colle Monsignore, Cotardo, Gli Stazzi, Luberti, Noce Varvanese, Peschieta, San Vito Vecchio, Vallone della Serra, Valvanello e Vignali.

## Infrastrutture e trasporti

### Strade
La strada statale 690 Avezzano-Sora, collega Canistro ad Avezzano in direzione nord (16 km) e Sora a sud (37 km), servendola con l'omonimo svincolo presente solo in direzione Sora; parallelamente si trova il tracciato della strada statale 82 della Valle del Liri. La strada provinciale 63 Simbruina che collega Capistrello all'altopiano della Renga e a Campo Staffi di Filettino (FR) attraversa l'area montana tra le località di Colle Arcaro e Gli Stazzi.

### Ferrovie
La ferrovia Avezzano-Roccasecca serve il comune di Canistro con l'omonima stazione.

## Amministrazione

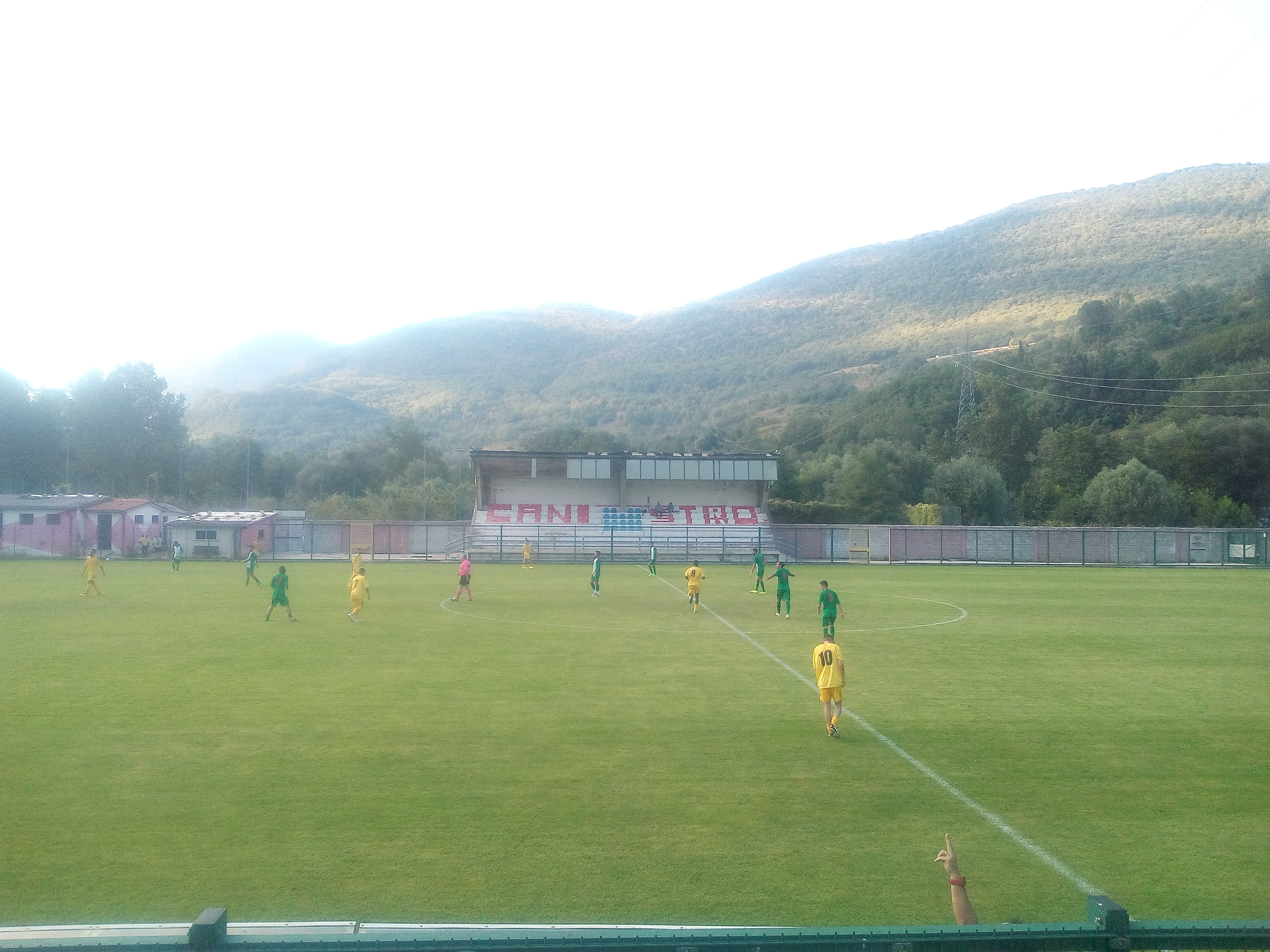
Stadio comunale "Alessandro Corvi"

Sul sito del Ministero dell'interno sono disponibili i dati di tutte le elezioni amministrative di Canistro dal 1985 ad oggi.
| Periodo        | Periodo        | Primo cittadino      | Partito                         | Carica  | Note   |
| -------------- | -------------- | -------------------- | ------------------------------- | ------- | ------ |
| 1990           | 1993           | Pietro Buffone       | Lista civica                    | Sindaco | [ 37 ] |
| 12 giugno 1994 | 23 maggio 1998 | Sergio Bruno Natalia | Lista civica indipendente       | Sindaco |        |
| 24 maggio 1998 | 12 maggio 2001 | Angelo Di Paolo      | Coalizione di centro-sinistra   | Sindaco |        |
| 13 maggio 2001 | 13 maggio 2005 | Angelo Di Paolo      | Lista civica                    | Sindaco | [ 38 ] |
| 29 maggio 2006 | 15 maggio 2011 | Angelo Mariani       | Lista civica Insieme            | Sindaco |        |
| 16 maggio 2011 | 4 giugno 2016  | Antonio Di Paolo     | Lista civica Canistro rinnova   | Sindaco |        |
| 5 giugno 2016  | 3 ottobre 2021 | Angelo Di Paolo      | Lista civica Canistro in comune | Sindaco |        |
| 4 ottobre 2021 | in carica      | Gianmaria Vitale     | Lista civica Avanti Canistro    | Sindaco |        |

### Gemellaggi
- Castelló de Rugat, dal 1999[39];
- Fiuggi, dal 2007[40].

## Sport

### Calcio
La squadra di calcio del paese ha militato in Serie D, con la denominazione di "Luco Canistro". Nel massimo torneo dilettantistico la società rovetana ha militato grazie alla cessione del titolo sportivo della Nuova Avezzano Calcio. In Serie D la società di Canistro ha militato per cinque anni dalla stagione 2007-2008 fino al 2011-2012.

### Impianti sportivi
Lo stadio comunale "Alessandro Corvi" è un impianto sportivo dotato di manto erboso naturale.